# 小行星5729
小行星5729（英語：5729）是一颗围绕太阳公转的小行星。1988年10月13日，上田清二、金田宏在钏路市发现了此天体。
这颗小行星的绝对星等为202.329806565244等。